# 隐棒花
隐棒花（学名：Cryptocoryne sinensis）为天南星科隐棒花属的植物，为中国的特有植物。分布在中国大陆的贵州、广西等地，生长于海拔200米至500米的地区，见于河滩水边，目前尚未由人工引种栽培。
其种加词“sinensis”意为“中华的”。
现接受名为旋苞隐棒花(原变种)（Cryptocoryne crispatula var. crispatula）。

## 别名
沙滩草（广西）